# Pulpí
Pulpí – gmina w Hiszpanii, w prowincji Almería, w Andaluzji, o powierzchni 94,68 km². W 2011 roku gmina liczyła 8848 mieszkańców.
W miejscowości jest przystanek kolejowy Pulpí.